# Тевье-молочник
«Те́вье-моло́чник» (идиш טביה דער מילכיקער‎ — Те́вье дер ми́лхикер; 1894—1914) — цикл рассказов классика еврейской литературы на идише Шолом-Алейхема.

## Сюжет
Тевье — бедный еврей, живущий на хуторе и торгующий молочными изделиями собственного производства. Его мечта — выгодно выдать замуж своих дочерей, но из этого ничего не выходит:
- Старшая дочь Цейтл отказывается выходить за богатого мясника-вдовца Лейзера-Вольфа и вместо этого выходит за бедного портного Мотла Камзойла, которого любит;
- Вторая дочь Годл влюбляется в бедного студента-революционера Перчика и отправляется вслед за ним в ссылку;
- Третья дочь Хава ради жениха принимает православие и уходит из дому;
- Четвёртая дочь Шпринце влюбляется в сына богатой вдовы, соглашается выйти за него замуж, но тот внезапно уезжает, не заплатив Тевье, а Шпринце топится в реке;
- Пятая дочь Бейлка выходит замуж за богатого подрядчика, но тот внезапно разоряется, и они уезжают жить в Америку.

## Критика
«Тевье-Молочник» считается одним из двух главных произведенией Шолома-Алейхема (второе — «Менахем-Мендл»). Несмотря на то, что сюжет сборника — конфликт отцов и детей — совсем не нов, автор обыгрывает его с особым еврейским чувством юмора. И хотя каждая из новелл цикла полна печали, в целом от прочтения остаётся позитивный, жизнеутверждающий настрой.

## Постановки
- 1919 — Разрушая барьеры[англ.] / Broken Barriers, США, режиссёр Чарльз Е Девенпорт
- 1938 — Тевье-молочник (ГОСЕТ, реж. Соломон Михоэлс, 1940 — Харьковский украинский драматический театр им. Т. Шевченко)
- 1939 — Тевье / Tevya (реж. Морис Шварц / Maurice Schwartz);
- 1964 — Скрипач на крыше (бродвейский мюзикл);
- 1971 — Скрипач на крыше (музыкальный фильм, реж. Норман Джуисон, в главной роли — Хаим Тополь);
- 1985 — на основе цикла рассказов советский режиссер Сергей Евлахишвили поставил двухсерийный телеспектакль «Тевье-молочник», в главной роли — Михаил Ульянов;
- 2016 — «Тевье-молочник», Московский музыкальный театр-студия «Тенер», режиссер Александра Неронова;
- 2024 — «Мир вам!», Городской драматический театр "Студия" Л.Ермолаевой (г. Омск); режиссеры – Наталья и Анна Козловские.

Рассказы про Тевье-молочника легли в основу пьесы Григория Горина «Поминальная молитва» (1989), по которой были поставлены:
- 1989 — Поминальная молитва (спектакль и фильм, реж. Марк Захаров, в главной роли — Евгений Леонов);
- 1989 — Тевье-Тевель (спектакль и фильм, реж. Сергей Данченко, в главной роли — Богдан Ступка);
- 2017 — Мир вашему дому! (фильм по мотивам пьесы и рассказов, реж. Владимир Лерт, в главной роли — Евгений Князев).